# Kastigator
Kastigator (von lateinisch castigare, verbessern) ist eine Tätigkeitsbezeichnung des 15. Jahrhunderts: In der Inkunabelzeit erfüllten Kastigatoren in etwa die Aufgaben moderner Herausgeber.
Im Auftrag der heute „Inkunabeldrucker“ genannten damaligen Verleger suchten Kastigatoren für den Druck geeignete Handschriften, nahmen deren Redaktion für den Buchdruck vor, korrigierten die Druckvorlagen und berieten die Verleger. Für ihre Tätigkeit erhielten Kastigatoren ein Honorar. Diese Bezahlung gilt heute als Vorläufer der ersten Autorenhonorare.